# Jonathan Kite

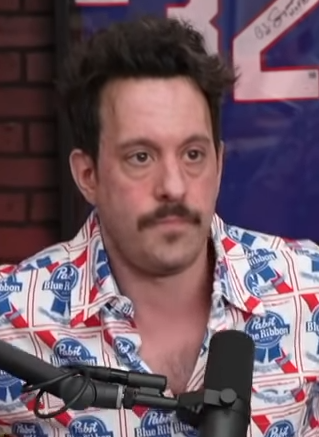
Jonathan Kite

Jonathan Kite (* 2. September 1979 in Skokie, Illinois) ist ein US-amerikanischer Schauspieler.

## Leben
Der in einem Vorort Chicagos geborene Jonathan Kite besuchte die örtliche Junior High und High School in Skokie. Seit seiner Jugend ist er Fan von Sketchen und Improvisationen. Er studierte Schauspiel an der University of Illinois at Urbana-Champaign und schloss mit einem Bachelor of Fine Arts ab.
Im Jahr 2003 zog Kite nach Los Angeles, um seine Schauspielkarriere voranzutreiben. 2009 spielte Kite in der Pilotfolge von Raising Hope mit. Im Moment arbeitet Kite an einem eigenen Drehbuch, das er selbst produzieren und in dem Film auch selbst die Hauptrolle übernehmen möchte.
In Deutschland ist Kite als ukrainischer Koch Oleg in der Sitcom 2 Broke Girls bekannt.

## Filmografie (Auswahl)
- 2009: Die Zauberer vom Waverly Place (Staffel 3, Folge 30)
- 2009: Raising Hope (Pilotfolge)
- 2011–2017: 2 Broke Girls (Fernsehserie)
- 2017: Navy CIS (Staffel 15, Folge 10)
- 2021: Dad Stop Embarrasing Me!